# Simca 1000
Simca 1000 — невеликий автомобіль від французького виробника Simca. Запущений за кілька днів до 15 серпня 1961 року. Започаткований у 1957 році Анрі Теодором Пігоцці, керівником компанії Simca, цей маленький економічний автомобіль вийшов із наслідків енергетичної кризи після націоналізації Суецького каналу в 1956 році.
З квадратним і класичним кузовом із трьома об’ємами Simca 1000, яка розташована під Aronde P60, оснащена підвіскою з чотирма незалежними колесами (гвинтові пружини ззаду та поперечні лопаті спереду) і поздовжнім чотирициліндровим двигуном в задньому звисі з синхронізованою чотириступінчастою коробкою передач (ліцензія Porsche). Це був останній автомобіль, який отримав внесок конструкторського бюро Fiat за його дизайн, дуже близький до Fiat 850 і застосовуючи підвіску Fiat 600.
Випущений того ж року, що й два інших невеликих французьких автомобіля, Citroën Ami 6 і Renault 4, він в основному конкурував з Renault Dauphine, а потім з Renault 8, обидва з задньомоторними двигунами. Деякі спортивні версії, підготовлені для змагань, показали себе здатними ефективно боротися в ралі та підйомах на пагорбах.

## Двигуни
- 777 см3 type 359 ohv I4
- 844 см3 Poissy type ohv I4 (Іспанія)
- 944 см3 type 315/349/1D1 ohv I4
- 1118 см3 type 351/1E1 ohv I4
- 1204 см3 type 353 ohv I4 (Іспанія)
- 1294 см3 type 371/1G ohv I4